# Caloplaca mereschkowskiana
Caloplaca mereschkowskiana é uma espécie de líquen da família Teloschistaceae. Foi descrito cientificamente em 2011.